# Göpel (Heraldik)
Der Göpel oder Göppel ist in der Heraldik sowohl ein Heroldsbild als auch eine gemeine Figur und hat die Form eines in Pfahlstärke dargestellten, stark symbolisierten gestürzten Ypsilons. Das Gegenstück wird Deichsel oder Gabel genannt.

## Herkunft
Ein Göpel ist eine Drehvorrichtung aus einer senkrecht stehenden Welle, die einen Mühlstein, ein Schöpfwerk oder ähnliches antreibt, und mehreren, seitlich an der Hauptwelle angebrachten Hebeln (Göpelspindel oder Göpelspill). Durch Druck auf diese erfolgt die Kraftübertragung durch Tiere im Rundgang in eine Richtung. Von dieser Vorrichtung ist der heraldische Begriff abgeleitet: Die seitlich von der senkrechten Hauptwelle, hier schräg, nach unten bis zum Tier herabreichenden beiden Hebel formen den heraldischen Göpel.

## Heroldsbild
Die Arme dieses Kreuzes laufen vom Pfahl aus gabelförmig schräg nach unten und außen an den Schildrand und bilden ein auf dem Kopf stehendes Ypsilon. Als Heroldsbild muss es mit allen drei Balkenenden den Schildrand berühren. Diese Form teilt den Schild in drei Felder ein, eins auf jeder Seite des Kreuzpfahles sowie ein weiteres unten zwischen den Y-Armen. Bei der Blasonierung wird zuerst das vordere Feld, dann das hintere und zuletzt das untere angesprochen. Der Göpel (die Deichsel) kann auch eingebogene Arme aufweisen, die dann als eingebogener Göpel (eingebogene Deichsel) beschrieben werden. Ähnlich anderen Heroldsbildern gibt es auch eine Schildteilung im Göpelschnitt, bei dem die drei Felder direkt aneinanderstoßen, ohne „sichtbaren“ Göpel (bzw. in Linienstärke). Ein gestürzt beschriebener oder auf dem Kopf stehender Göpel wird Deichsel genannt, eine Teilung in dieser Art ist der Deichselschnitt, bei dem zuerst das obere Feld, dann das vordere und zuletzt das hintere beschrieben wird. In der Blasonierung lautet es dann: „Im Göpelschnitt (Deichselschnitt) geteilt von …“ bzw. mit dem Heroldsbild „Göpel“ oder „Deichsel“ im Schild: „Durch einen (Farbe) Göpel (eine Deichsel) geteilt von...“ Die Schnittkanten können alle Wappenschnitte annehmen, beschränken sich aber doch auf den geraden und Wellenschnitt.
Wird der Göpel von einem Pfahl überlagert, spricht man von einem Pfahlgöpel, in der gestürzten Form von einer Pfahldeichsel. Der Göpel kann mit dem Schildhaupt und die Deichsel (Gabel) mit dem Schildfuß verbunden werden. So ergeben sich der Schildhauptgöpel und die Schildfußdeichsel, mit verlängerter Senkrechten (Pfahl überlagert) auch Schildhauptpfahlgöpel und Schildfußpfahldeichsel.
Ist der Göpelpfahl besonders breit und das untere Feld zwischen den Armen in derselben Farbe, also ein in selber Farbe gefülltes gestürztes Ypsilon, spricht man von einem Göpelstück, seine umgekehrte Form heißt Gabelstück.

## Gemeine Figur
Der Göpel und das Göpelstück können auch als gemeine Figur vorkommen, mit geraden und eingebogenen Armen. Hierbei darf der Schildrand nicht berührt werden. Im Schild (Feld) ähnelt er einem schwebenden gestürzten Ypsilon und muss dann als schwebend gemeldet werden. Bei entsprechender Breite kann der Göpel wie andere heraldischen Elemente belegt oder bordiert sein. Die Breite geht von Pfahl- zu Fadenstärke. Meist ist der schwebende Göpel rechtschnittig, die Enden bilden rechtwinklige Schnittkanten. Laufen sie spitz zu, muss dies als gespitzter Göpel gemeldet werden.
Die Kirchenspange (Rinkenkreuz) ist ein aus Deichseln bzw. Göpeln mit geschwungenen Armen gefügtes Kreuz bzw. ein griechisches Kreuz mit angefügten Kesselhenkeln (Rinken) an den Kreuzarmen.

## Göpel in anderer Heraldik
In anderen Sprachen wird der Göpel als Inverses der Deichsel (eng. pall, span. perla, frz. und port. pairle, it. pergola) dargestellt: pall reversed (eng.), perla invertida (span.), pairle invertida (port.) pairle inversé (frz.), pergola rovesciata (it.).

## Beispiele

„In Grün ein silberner Wellengöpel …“
„In Rot ein silberner Göpel“
Göpelschnitt
„Durch einen silbernen Göpel geteilt von Rot, Blau und Grün...“
„im gewellten Göpelschnitt geteilt: Gold, Gold und Silber...“
„Ein blauer Wellengöpel“ symbolisiert den Zusammenfluss von Fränkischer und Schwäbischer Rezat.
„In Gold ein roter, (frei)schwebender Göpel.“
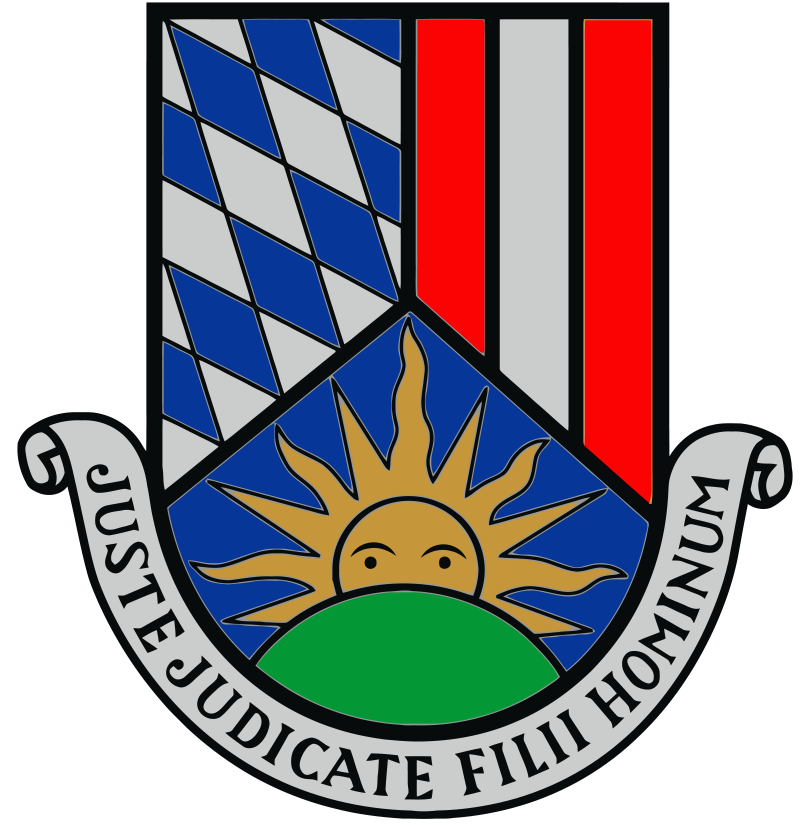
„In Göpelschnitt geteilt …“ mit Wahlspruch
„In Rot ein goldener Ring, von dem göpelförmig drei gewellte goldene Bänder bis zu den Schildrändern ausgehen..“
„In Blau ein goldenes Glevenrad, belegt mit einem silbernen Göpelstück...“